# باتريك موران
باتريك موران هو عازف كمان ‏ كندي، ولد في 7 يونيو 1975 في Pouch Cove ‏ في كندا.